# Tragocephala nobilis
Tragocephala nobilis är en skalbaggsart som först beskrevs av Fabricius 1787.  Tragocephala nobilis ingår i släktet Tragocephala och familjen långhorningar.
Artens utbredningsområde är:
- Angola.
- Benin.
- Liberia.
- Senegal.
- Togo.

Inga underarter finns listade i Catalogue of Life.